# HaMachteret haJehudit
HaMachteret haJehudit (hebräisch המחתרת היהודית „Jüdischer Untergrund“), kurz Machteret, war die von den Medien geprägte Bezeichnung einer von 1978 bis 1984 bestehenden terroristischen Vereinigung von Israelis mit engen Beziehungen zur Siedlerbewegung Gusch Emunim; die Mitglieder hatten teils militärischen Hintergrund. Sie ist identisch mit dem harten Kern der militanten Untergrundorganisation Teror neged teror (טרור נגד טרור „Terror gegen Terror“), abgekürzt TNT, die nach Ermittlungen der israelischen Sicherheitskräfte aus vier Zellen bestand, deren aktivste und größte nach ihrem Anführer Menachem (Jorem) Livni als Livni-Zelle bezeichnet wurde. Während ihres Bestehens verübte bzw. plante die Terrorzelle Anschläge gegen palästinensische Bürgermeister, eine islamische Hochschule und mehrere Busse und betrieb dabei die Vorbereitungen für ihr Hauptziel: den Felsendom auf dem Tempelberg in die Luft zu sprengen. 

## Vorgeschichte
Die drei Führungspersönlichkeiten des Jüdischen Untergrunds waren Menachem Livni (geboren 1950), Jeschua Ben Schuschan (1946–2018) und Jehuda Etzion (geboren 1951).

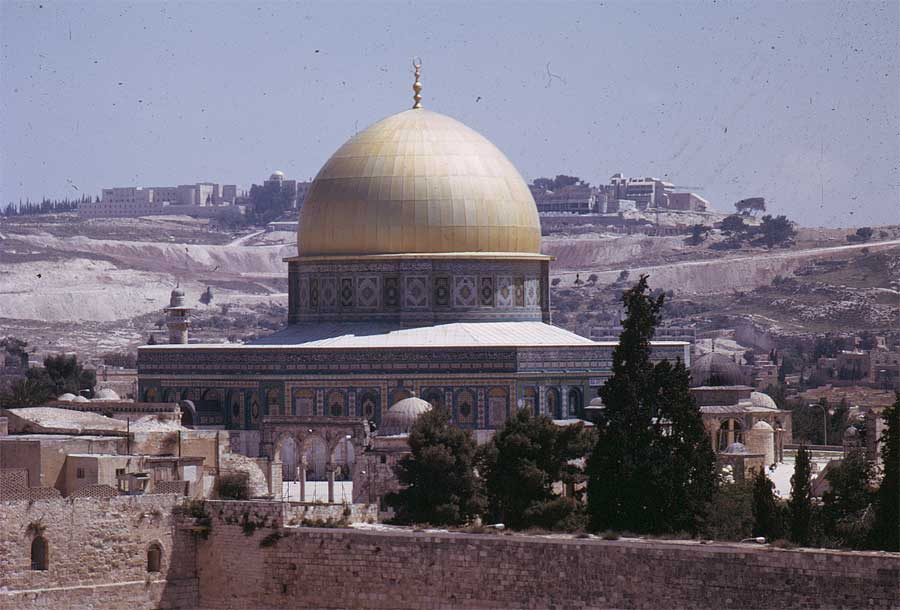
Felsendom (1972)

Als ehemaliger Oberstleutnant einer Pioniereinheit besaß der Ingenieur Livni professionelle Kenntnisse über den Umgang mit Sprengstoffen. Ben Schuschan war Rabbiner mit kabbalistischen Interessen und galt als Meisterschüler von Zwi Jehuda Kook. Im Sechstagekrieg war Ben Schuschan Offizier der Eliteeinheit Sajeret Schaked gewesen. Im Jom-Kippur-Krieg war er als Kommandeur eines Fallschirmjäger-Bataillons eingesetzt und wurde im Nahkampf schwer verwundet. Nach dem Krieg war er Offizier in einem Bataillon der Territorialverteidigung (Hagmar) von Judäa und Samaria. Als Kabbalist hielt Ben Schuschan den Felsendom nicht nur für einen Gräuel, sondern auch für ein Zentrum energetischer Strahlung, die den Muslimen und Arabern Kraft gebe. Würde der Felsendom zerstört, dann würden die Feinde Israels entmachtet.
Etzion gehörte zu den Mitgründern der Westbank-Siedlung Ofra. Er war, bzw. ist ein eigenständiger religiös-zionistischer Denker, der zwar der Siedlerbewegung Gusch Emunim angehörte, aber weniger durch die dort tonangebende Jeschiwa Merkas HaRaw Kook geprägt wurde. Stattdessen orientierte sich Etzion an den Schriften von Schabtai Ben Dov. Ben Dov, ein Mitglied der paramilitärischen Untergrundbewegung Lechi, sah den Zionismus nach der Staatsgründung in einer Sinnkrise. Anstelle einer parlamentarischen Demokratie sollte Israel laut Ben Dov eine Theokratie sein, die auf folgenden Prinzipien aufgebaut wäre:
- eine „hebräische Moralität der Kriegsführung“, abgelöst von europäisch-christlichen, humanistischen und pazifistischen Einflüssen,
- die Erwähltheit des jüdischen Volkes, dessen Mitglieder sich in ihrer Lebensführung am Ideal des Religionsgesetzes (Halacha) orientieren sollten,
- einen Staat, der durch einen Sanhedrin geleitet, und dessen Wirtschaftssystem den Kriterien der Tora (Jubeljahr) folgen würde.

Die arabische Bevölkerung sollte vor die Wahl gestellt werden, entweder auszuwandern oder zum Judentum zu konvertieren und zu bleiben; sollte sie aber Krieg wählen, sollte sie keine Gnade finden, auch wenn sie sich ergäbe.
Im Gespräch mit Ari Shavit erläuterte Etzion rückblickend, dass er den Tempelberg als „Kristallisationspunkt“ für die von Ben Dov und ihm erhoffte Transformation Israels in eine Theokratie sah: „Die Moscheen auf dem Tempelberg stellen eine Verunglimpfung des Volkes Israels und seiner Geschichte sowie eine Demütigung Gottes dar. Wenn wir sie in die Luft jagten, könnten wir zum Himmel durchbrechen.“

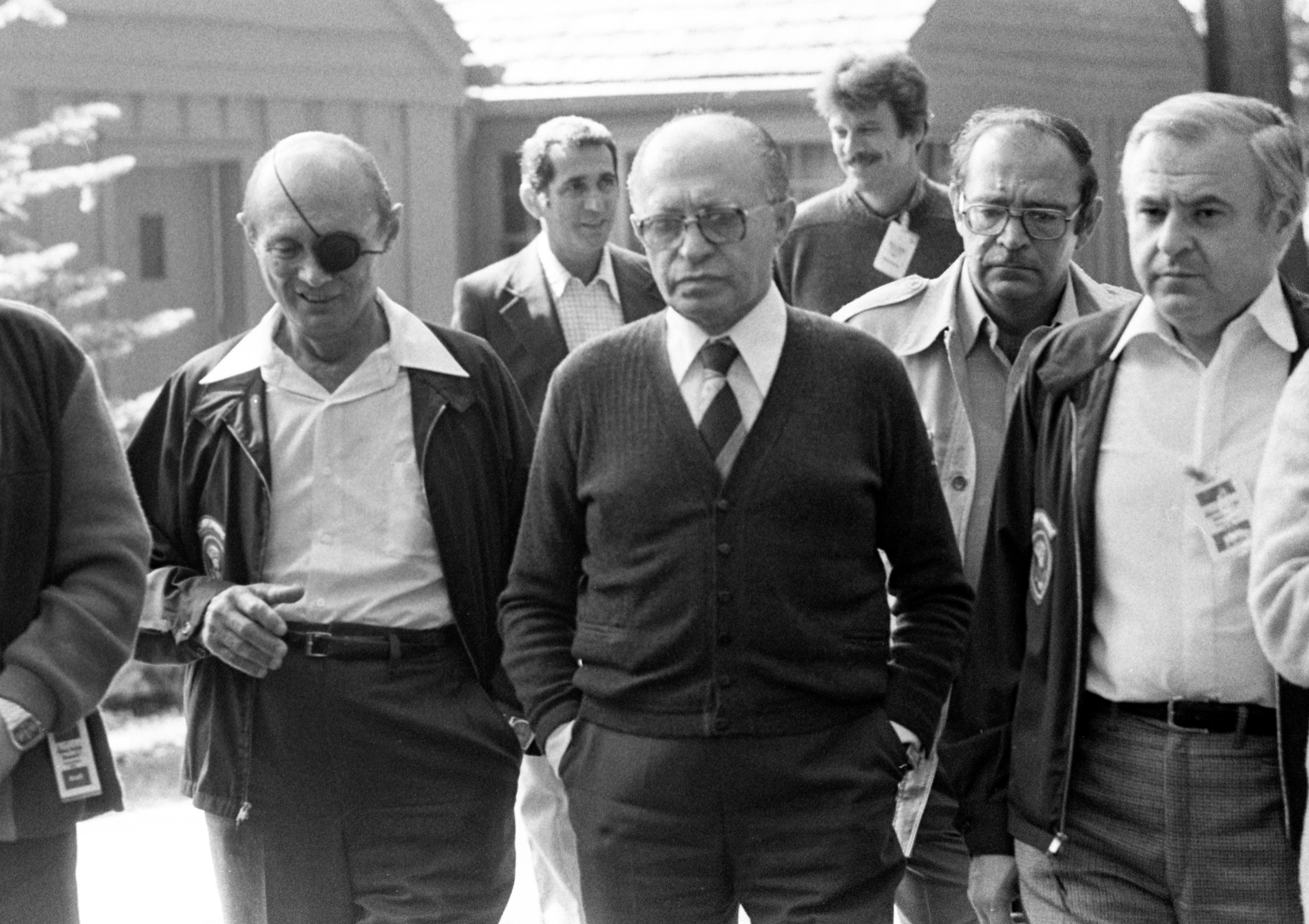
Menachem Begin und die israelische Delegation in Camp David (1978)

Die Rückgabe der Sinai-Halbinsel an Ägypten infolge des Camp-David-Abkommens von 1978 war für viele Mitglieder von Gusch Emunim ein schwerer Rückschlag. Aus ihrer Sicht hatte Menachem Begin die Überzeugungen seiner Wählerschaft nicht vertreten. Als Reaktion gründete sich am 1. November 1978 die Partei Banai (später Techija). Ebenfalls in Reaktion auf Camp David radikalisierten sich Meir Kahane und seine Anhängerschaft in Kirjat Arba, mit der Folge eskalierender Konflikte mit der palästinensischen Bevölkerung in der Nachbarstadt Hebron. Und unbemerkt von der israelischen Öffentlichkeit gründete sich als dritte Reaktion auf Camp David etwa zeitgleich der Jüdische Untergrund. Ben Schuschan und Etzion verfolgten dabei bis 1980 nur ein Ziel: die Zerstörung des Felsendoms, die zugleich auch das Ende des Friedensprozesses zwischen Israel und Ägypten bedeuten würde, mit der Folge, dass die Sinaihalbinsel bei Israel verbliebe. Schrittweise vergrößerten die beiden den Kreis der Mitwisser, indem sie vertrauenswürdige Freunde einweihten. Ende 1982 waren alle Vorbereitungen für den Anschlag auf dem Tempelberg abgeschlossen; die Ausführung wurde aber immer wieder verschoben, weil keiner der dazu befragten Rabbiner das Projekt guthieß. Außerdem traten Spannungen im Führungstrio auf. Während Ben Schuschan und Etzion aus religiösen Gründen die Zerstörung des Felsendoms als Hauptziel vorantreiben wollten, war Livni stark daran interessiert, wie die israelische Öffentlichkeit die Terrorakte der Zelle bewertete und analysierte die Berichterstattung der Medien. Er kam zu dem Schluss, dass die Mehrheit zwar Vergeltungsaktionen gegen Palästinenser begrüßte, einen Anschlag auf den Felsendom aber nicht. Nicht nur eine militärische Eskalation könnte die Folge sein, sondern auch der Wiederaufbau des Felsendoms durch den Staat Israel auf internationalen Druck hin, was aus Sicht Livnis und einiger weiterer Mitglieder einen schweren Frevel darstellte.

## Anschläge

### 2. Juni 1980

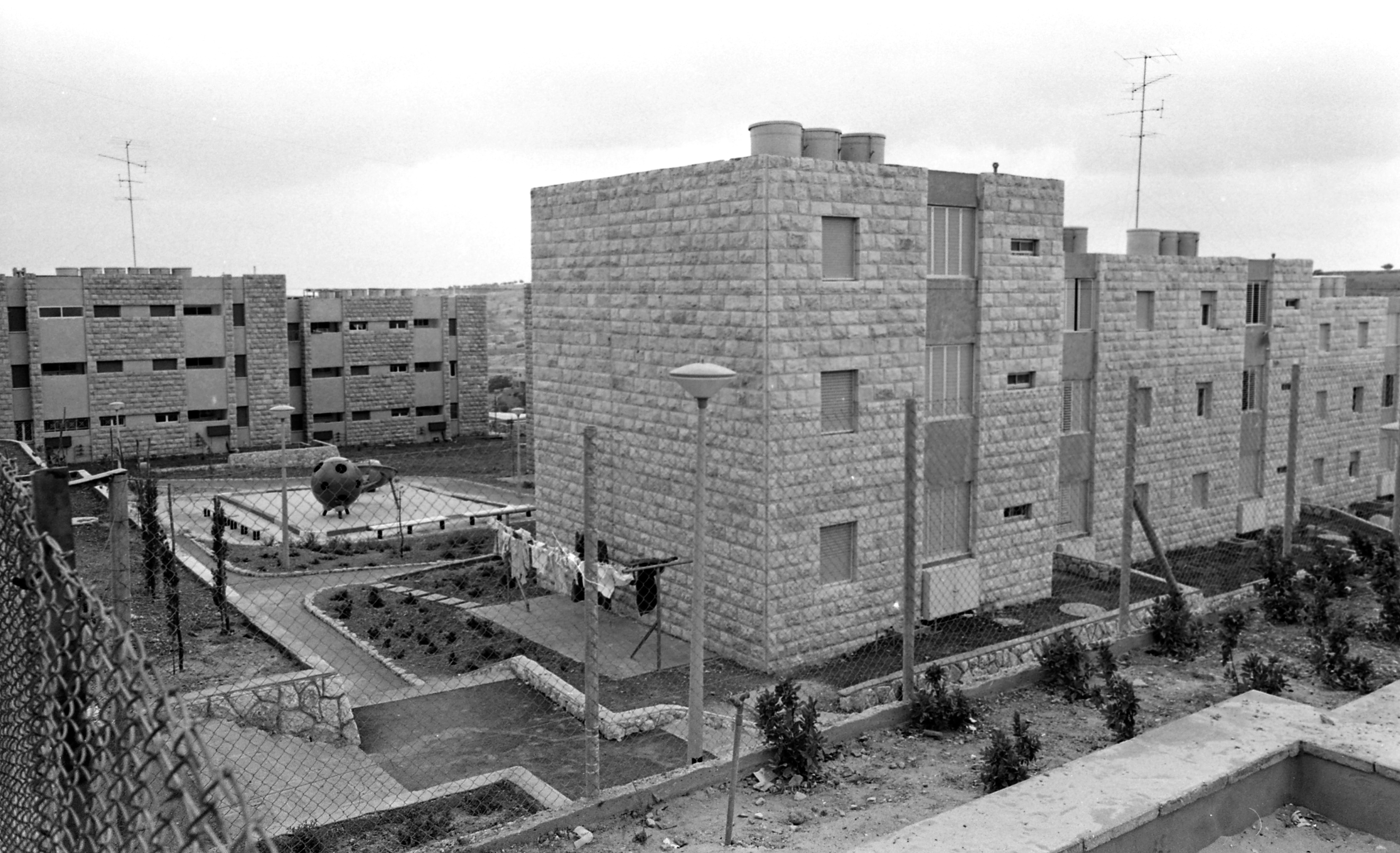
Neue Wohneinheiten in Kirjat Arba (1973)

Am 2. Mai 1980, einem Schabbat, griffen palästinensische Terroristen eine Gruppe von Jeschiwa-Studenten aus der Siedlung Kirjat Arba in Hebron mit Maschinengewehren und Handgranaten an. Sie töteten vier Studenten, 16 wurden verwundet. Die israelische Regierung reagierte, indem sie den Bürgermeister und den Qādī von Hebron sowie den Bürgermeister von Halhul wegen Befürwortung des Terrors nach Jordanien auswies. Unter den Siedlern wurde diese Strafmaßnahme als zu schwach angesehen, und eine Gruppe von Siedlern aus Kirjat Arba und Ofra um Menachem Livni und Jehuda Etzion plante einen Vergeltungsangriff.
Mitglieder der Livni-Zelle, deren Zentrum sich in Kirjat Arba befand, hatten als Reservisten der Israelischen Verteidigungsstreitkräfte Zugang zu Waffen; im Rahmen eines Regionalen Verteidigungsprogramms hatten sie nämlich die Möglichkeit, ihren Reservedienst nahe bei den Siedlungen, in denen sie wohnten, zu absolvieren. Darüber hinaus verschafften sie sich Minen, welche das syrische Militär auf den Golanhöhen zurückgelassen hatte. Am frühen Morgen des 2. Juni 1980 explodierte ein Sprengsatz in der Altstadt (Kasbah) von Hebron, der elf Palästinenser, darunter vier Kinder, verletzte. Etwas später machte sich der Bürgermeister von Ramallah, Karim Chalaf, auf den Weg zu seinem Büro; als er den Zündschlüssel drehte, löste er damit eine Explosion aus. Familienangehörige brachten ihn ins Krankenhaus. Bei einer Notoperation wurde sein rechter Fuß amputiert. Eine Dreiviertelstunde später wurde Bassam Shakaʾa, der Bürgermeister von Nablus, in gleicher Weise das Opfer eines Autobombenanschlags; nach fünfstündiger Notoperation mussten ihm beide Beine knieabwärts amputiert werden. Auf die Nachricht von diesen beiden Anschlägen hin ließ der Kommandeur der Israelischen Verteidigungsstreitkräfte in der Westbank, Brigadegeneral Benjamin Ben-Eliezer, die Autos aller palästinensischen Bürgermeister überprüfen. An der Garage Ibrahim Tawils (El-Bireh) wurde ein Sprengsatz entdeckt, und ein Bombenentschärfer des israelischen Militärs erblindete durch die Explosion beim Öffnen der Garagentür. Dies waren nicht die einzigen Anschläge, die sich die Livni-Zelle für diesen Tag vorgenommen hatte. Die Terroristen, die einen Sprengsatz im Auto von Ahmed Hamzi Natshe in Bethlehem anbringen sollten, konnten aber sein Fahrzeug nicht finden, und das Auto von Ibrahim Dakkak stand nicht am gewohnten Platz in Ost-Jerusalem, da Dakkak überraschend nach Jordanien gefahren war. Die Sprengsätze waren so berechnet, dass sie die Opfer nicht töten, sondern lebenslang verstümmeln und so zu einem abschreckenden Beispiel machen sollten.

### 26. Juli 1983
Am 7. Juli 1983 wurde der Jeschiwa-Student Aharon Gross auf dem Weg zu den Patriarchengräbern von Hebron niedergestochen und starb. Schaʾul Nir, der mit Gross befreundet gewesen war, überzeugte Menachem Livni davon, eine Vergeltungsaktion durchzuführen, die so brutal ausfallen sollte, dass Palästinenser künftig von Angriffen auf jüdische Siedler abgeschreckt würden. Als Ziel wurde die Islamische Hochschule in Hebron ausgewählt. Nir (geboren 1954) war wie Livni Ingenieur. Er kaufte für die Gesellschaft zur Förderung jüdischer Siedlung in Hebron Wohnungen auf und kannte daher die Immobilien in der Altstadt gut, was für die Planungen nützlich war. Außerdem gewann er einen weiteren Freund von Gross, den Sportlehrer Usia Scharabaf, für den Anschlag. Scharabaf war ein Schwiegersohn von Mosche Levinger und eine Führungspersönlichkeit der Siedler in Kirjat Arba. Jehuda Etzion dagegen wurde in die Pläne Livnis und Nirs nicht einbezogen und missbilligte sie im Nachhinein – auch weil er sich in seiner Rolle als Anführer in Frage gestellt sah.
Gekleidet wie Palästinenser, fuhren Schaʾul Nirs Bruder Barak und Scharabaf am 26. Juli in einem Auto mit Westbank-Kennzeichen an der Hochschule vor. Schaʾul Nir, der dort bereits zu Fuß eingetroffen war, feuerte eine Garbe in die Luft und gab damit das Signal für den Angriff. Er und Scharabaf eröffneten das Feuer aus Maschinengewehren und warfen eine Handgranate in den Korridor. Drei Studenten starben, über dreißig andere wurden teils schwer verletzt. Die Angreifer stiegen in ein wartendes Fluchtauto, entledigten sich unterwegs ihrer Waffen und wechselten die Kleidung, während ein weiteres Mitglied der Gruppe mit dem geparkten Auto in die Golanhöhen fuhr. Die Operation war präzise geplant und hatte das Ziel, so viele Studenten wie möglich zu töten.

### 30. Dezember 1983
Nach Einschätzung der Livni-Zelle billigte die israelische Öffentlichkeit ihre Vergeltungsaktionen, und Maßnahmen der Sicherheitsbehörden gegen die Westbank-Siedler, aus deren Kreisen die Attentäter ja offensichtlich kamen, blieben aus. Als dann am 10. Dezember das von jüdischen Siedlern bewohnte Romano-Haus in der Altstadt von Hebron mit einer Handgranate attackiert wurde, reagierte der Jüdische Untergrund, indem er Splittergranaten, die mit Sprengfallen versehen waren, in einer Tasche an der Eingangstür der Scheich-al-Raschad-Moschee in Hebron deponierte. Als der Wärter am nächsten Morgen die Tasche entfernen wollte, explodierte der Inhalt, und er erlitt Kopf- und Bauchverletzungen. In der nächsten Nacht wurde die Eingangstür der Scheich-Ali-al-Bakka-Moschee mit zwei Granaten präpariert; auch hier war der Moscheewärter, der frühmorgens öffnete, das einzige Opfer.

### 27. April 1984
Nachdem ein israelischer Bus der Linie 300 zwischen Tel Aviv und Aschkelon in einen Hinterhalt palästinensischer Terroristen geraten war, planten Livni und Nir einen Vergeltungsangriff auf den palästinensischen Nahverkehr in Ost-Jerusalem. Neben Livni und Nir hatte Scharabaf eine führende Rolle.
Unter sechs (nach anderen Quellen: fünf) Bussen der Arab East Jerusalem Transportation Company (Juliani) brachten sie je drei Vier-Kilo-Bomben mit hochexplosivem Sprengstoff und Zeitzündern an. Wären diese Sprengladungen in der Jerusalemer Altstadt explodiert, hätte es zahlreiche Todesopfer gegeben – nicht nur unter den Passagieren und den Anwohnern, sondern auch unter den Touristen. Das war beabsichtigt. Die kleineren Sprengsätze waren nämlich an den Achsen der Fahrzeuge angebracht, so dass der Fahrer bei der Detonation die Kontrolle verlor und ein Zusammenstoß mit einem weitern Fahrzeug wahrscheinlich war. Der erste Zeitzünder war auf 5.30 Uhr gestellt, einem Zeitpunkt, an dem mit vielen Palästinensern auf dem Weg zur Arbeit zu rechnen war.
Aber zuvor griff der Schin Bet ein. Führungsmitglieder des Geheimdienstes (Avraham Schalom, Jaʿakov Peri, Karmi Gilon) erläuterten rückblickend im Interview mit Dror Moreh, dass dem Jüdischen Untergrund schwer beizukommen gewesen sei, da seine Mitglieder sehr respektierte Mitglieder der israelischen Gesellschaft waren und beispielsweise Livni, der überwacht wurde, regelmäßig einmal pro Woche im Büro des Premierministers vorsprach. Gilon formulierte das Problem so: „Zu nachtschlafender Zeit gehen diese Leute hin und deponieren einen Sprengsatz im Auto des Bürgermeisters von Nablus oder des Bürgermeisters von Ramallah, und am nächsten Morgen geht etwa der Journalist Chagai Segal zur Zeitung Nekudah, wo er in der Redaktion mitarbeitet. Nathan Nathanson geht seinem Job in der Leitung von … Gusch Emunim nach, ‚Zambish‘ ist Vorsitzender des Rats von Kirjat Arba. Alles klasse Leute, und nachts tun sie, was sie tun.“ Dass sie planten, durch Sprengsätze in Bussen 250 Palästinenser gleichzeitig zu töten, war dem Schin Bet bekannt und sollte auf jeden Fall verhindert werden; der Zugriff sollte aber erst erfolgen, wenn sie die Bomben tatsächlich angebracht hatten. Die Busse wurden daher beobachtet, und um 4:30 Uhr frühmorgens erfolgte die Festnahme; auf Aufforderung entfernten die Verhafteten dann eigenhändig die Sprengsätze, um Angehörige der Jerusalemer Polizei keiner Gefahr auszusetzen.

## Verhaftungen, Verhöre, Prozess

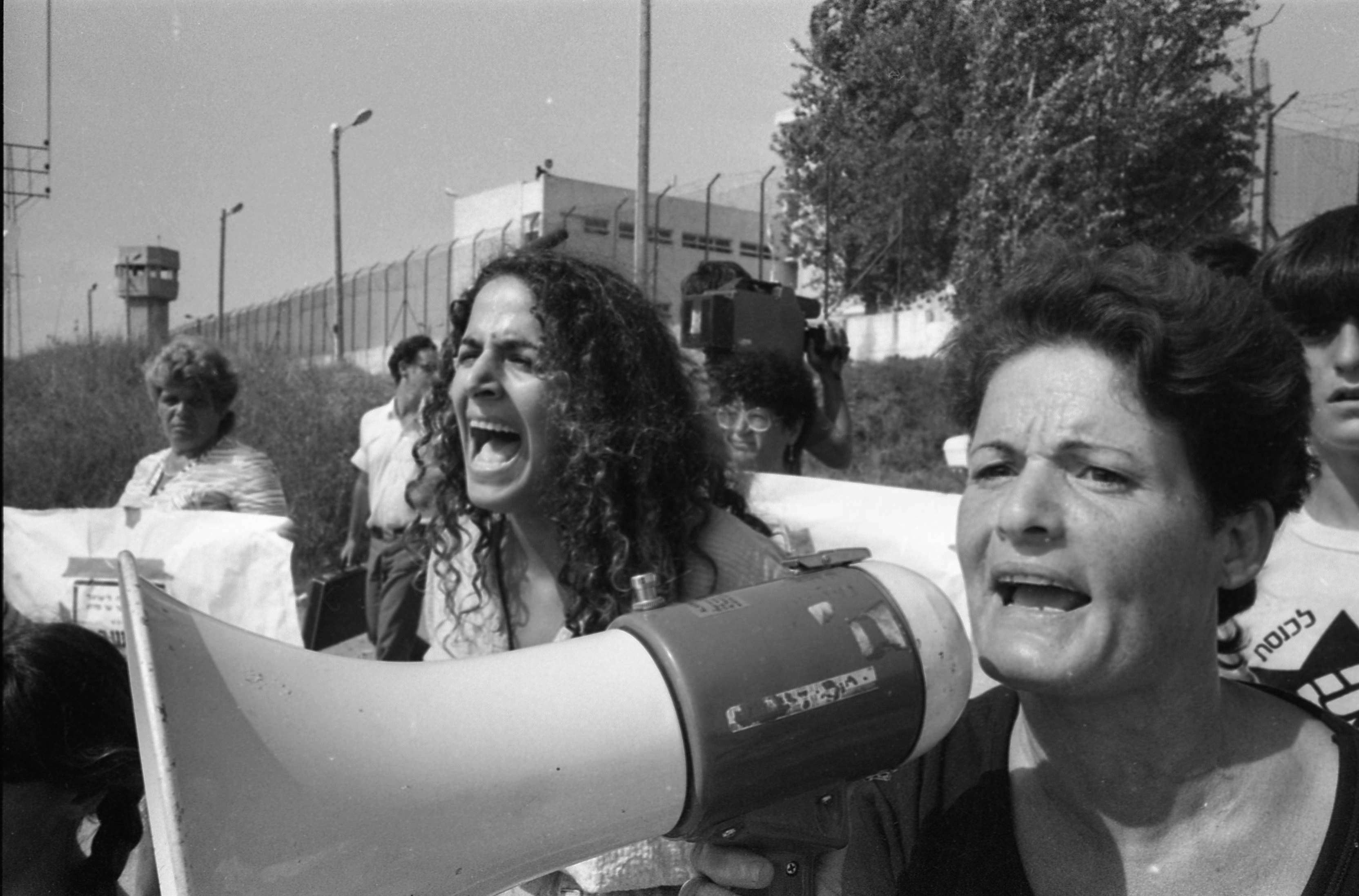
Demonstration von Unterstützern vor dem Gefängnis von Tel Mond (26. August 1984)

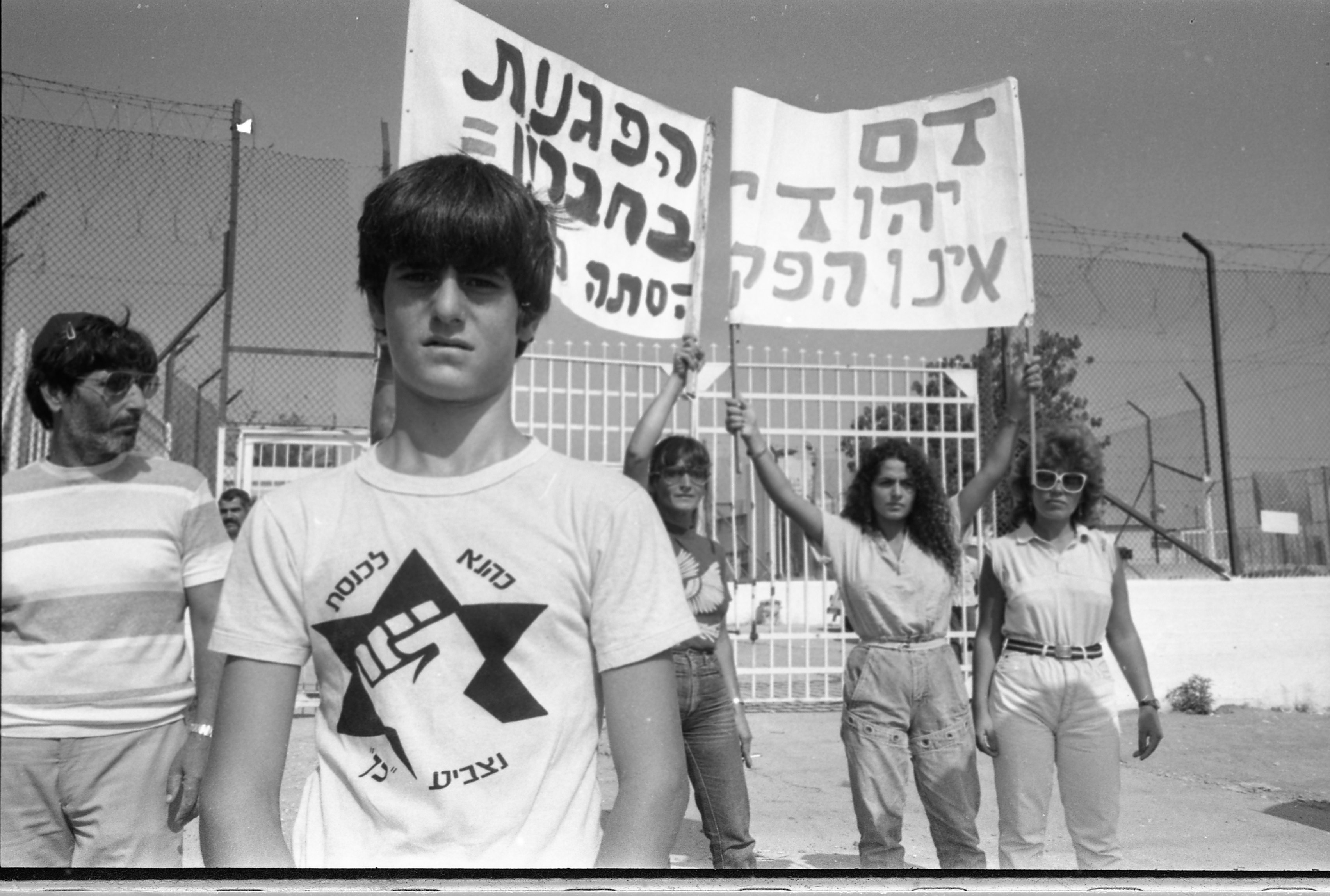
Demonstrant mit Kach-T-Shirt vor dem Gefängnis von Tel Mond (1984)

Ab dem 27. April 1984 ließ der israelische Inlandsgeheimdienst die Livni-Zelle auffliegen und nahm 24 (nach anderen Quellen: 25) Personen fest; die Verhaftungsgründe reichten von Verschwörung bis zum geplanten Mord. Direkt nach seiner Verhaftung erklärte Jeschua Ben Schuschan, „ein paar tote Araber hier, ein paar tote Araber dort“ seien Kleinigkeiten, sie hätten eine viel größere Sache geplant, die er aber nur Benjamin Ben-Eliezer erzählen würde (seinem früheren Kommandeur in Sajeret Schaked); er akzeptierte schließlich ein Gespräch mit Jaʿakov Peri, den er ebenfalls näher kannte. Ihm erläuterte er den Felsendom-Plan und versuchte ihn davon zu überzeugen, dass er ideologisch gerechtfertigt sei. Karmi Gilon zufolge war Menachem Livni aus seiner Zeit in den Israelischen Verteidigungsstreitkräften als Spezialist für Sabotage bekannt und hatte die Details des Anschlags ausgearbeitet. Demnach sollte Semtex in Behältern aus Titan in der Weise im Inneren des Doms platziert werden, dass die Sprengwirkung sich auf die Säulen richten und die Kuppel einstürzen würde, ohne an der Westmauer Schäden zu verursachen. Um Informationen zu sammeln, besuchten Mitglieder der Gruppe öfter den Tempelberg. Dabei kam es ihnen zustatten, dass einer der Terroristen (Dan Beʾeri) zum Judentum konvertiert und in früheren Jahren katholischer Priester gewesen war. Er kleidete sich als Priester und erklärte den Wachen des Waqf, er betreibe archäologische Forschungen und wolle deshalb den Felsendom vermessen, wobei sie ihm behilflich waren. Livni hatte die Behälter von einer Firma in Rischon LeZion nach seinen Angaben herstellen lassen; im Zuge der Ermittlungen wurden sie in Kfar Abraham bei Petach Tikwa und in einer Hühnerfarm auf den Golanhöhen sichergestellt: gefüllt mit Sprengstoff und in Polyethylenplatten verpackt.
Die Verhöre und der etwa ein Jahr dauernde Prozess brachten ans Licht, dass dieser Personenkreis außerdem für die Anschläge auf die drei arabischen Bürgermeister sowie auf die islamische Hochschule verantwortlich war. Bedauern über ihre Taten zeigte kaum einer; Jehuda Etzion äußerte beispielsweise, er halte es für ein Privileg, „einigen Mördern die Beine abzuschneiden.“ Die israelischen Medien berichteten fast täglich vom Fortgang der Ermittlungen; erst am 12./13. Mai erfuhr die Öffentlichkeit von dem geplanten Anschlag auf den Felsendom.
Als Richter am Bezirksgericht Jerusalem verurteilte Jaʿakov Barak am 11. Juli 1985 drei Mitglieder des Jüdischen Untergrunds wegen Mordes zu lebenslänglichen Haftstrafen: Menachem Livni (35), Schaʾul Nir (31) und Usia Scharabaf (25). Am selben Tag wurden zwölf weitere Mitglieder des Untergrunds zu Freiheitsstrafen von bis zu zehn Jahren wegen versuchten Mordes, Totschlags, Mitgliedschaft in einer terroristischen Vereinigung (ein bisher nur bei Palästinensern angewandter Straftatbestand), schwerer Körperverletzung, illegalem Waffenbesitz und Schaden an Eigentum des Militärs (d. h. Diebstahl von Plastiksprengstoff) verurteilt. Zehn der Angeklagten hatten die Möglichkeit einer Verständigung im Strafverfahren genutzt und dadurch eine Reduzierung ihres Strafmaßes erreicht. Zwei Armeeoffiziere waren gegen Kaution auf freiem Fuß in Erwartung eines eigenen Verfahrens; ein Verdächtiger befand sich auf der Flucht, mutmaßlich in den Vereinigten Staaten. Die israelische Regierung kommentierte das Urteil kaum, Außenminister Jitzchak Schamir äußerte allerdings, die Verurteilten seien „im Grunde exzellente Jungs“.

## Nachwirkungen
Dank der Lobbyarbeit ihnen nahestehender Kreise der Siedlerbewegung mussten die Mitglieder des Jüdischen Untergrunds ihre Strafen nur zu einem geringen Teil verbüßen. Staatspräsident Chaim Herzog begnadigte bereits im ersten Jahr nach der Verurteilung vier Personen, sechzehn weitere im folgenden Jahr. Die lebenslänglichen Freiheitsstrafen wurden in einem ersten Schritt in zehnjährige umgewandelt und mussten nur zu etwas mehr als sechs Jahren in Haft verbracht werden. Am 26. Dezember 1990 verließen Livni, Nir und Scharabaf das Maʿasijahu-Gefängnis bei Ramla als freie Leute und wurden von ihren feiernden Unterstützern, aber auch von Gegendemonstranten empfangen.

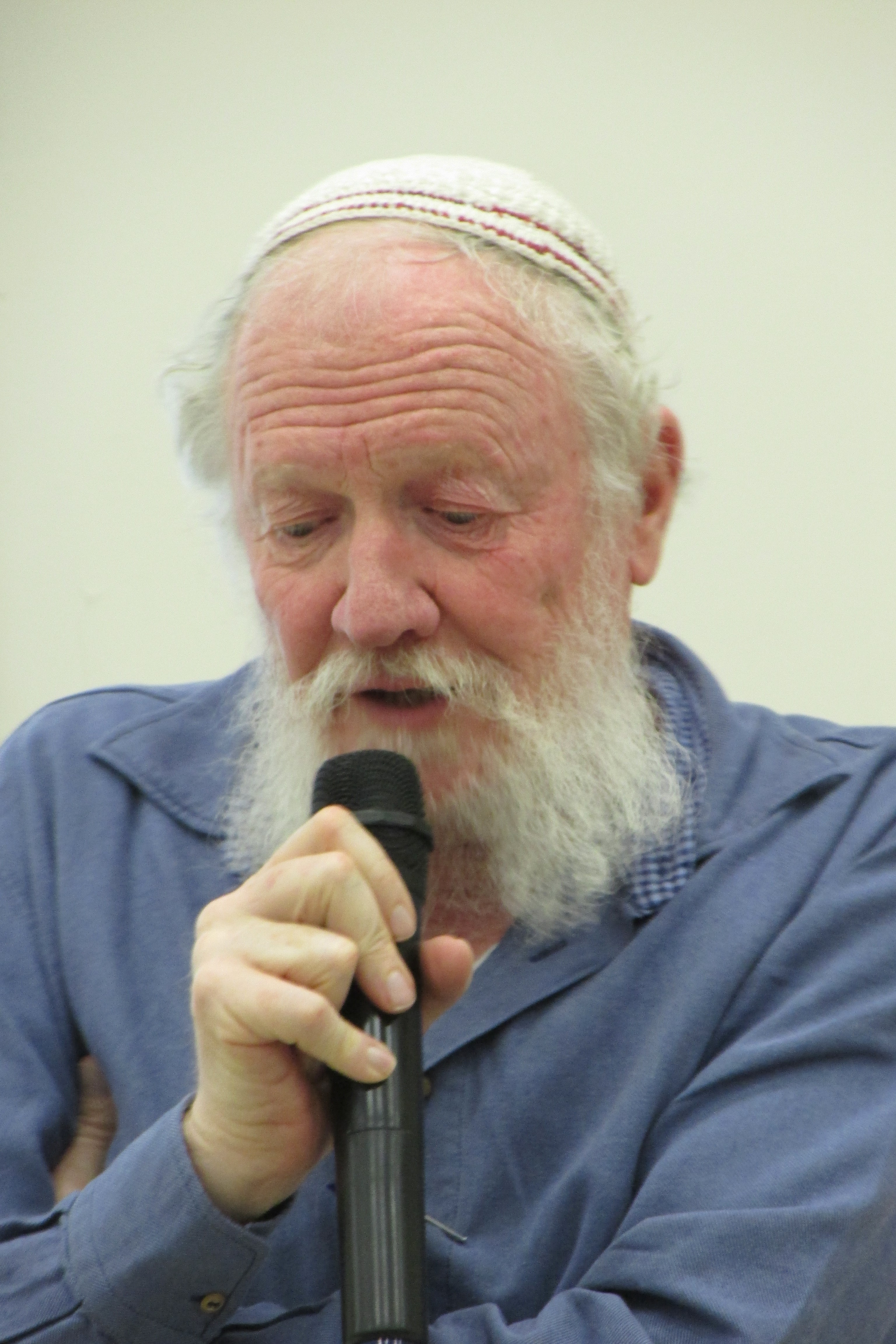
Jehuda Etzion (2018)

Noch während seines Prozesses verfasste Etzion 1985 die Schrift Der Tempelberg, in der er seine Ideologie erläuterte: Die heilige Stätte sollte von den muslimischen Bauwerken „gereinigt“ werden. Nach seiner Haftentlassung 1989 gründete er die Chai wekajam-Bewegung (חי וקים „lebendig und wohlauf“). Mitglieder dieser Gruppe versuchen, oft in Begleitung von Pressevertretern, mit Gebetsschals (Tallitot) auf das Tempelareal vorzudringen, woran sie von der israelischen Polizei gehindert werden. Etzion und seine Anhänger tragen auf diese Weise das Thema des jüdischen Gebets auf dem Tempelberg in die israelische Öffentlichkeit. Mit weiteren provokativen Aktionen forderte Etzion das orthodoxe rabbinische Establishment heraus. So wurde mehrere Jahre in Folge am Vortag des Pessachfestes in Abu Tor, gegenüber dem Tempelberg, ein Ziegenböckchen als Modell des Pessachopfers geschlachtet und gebraten.

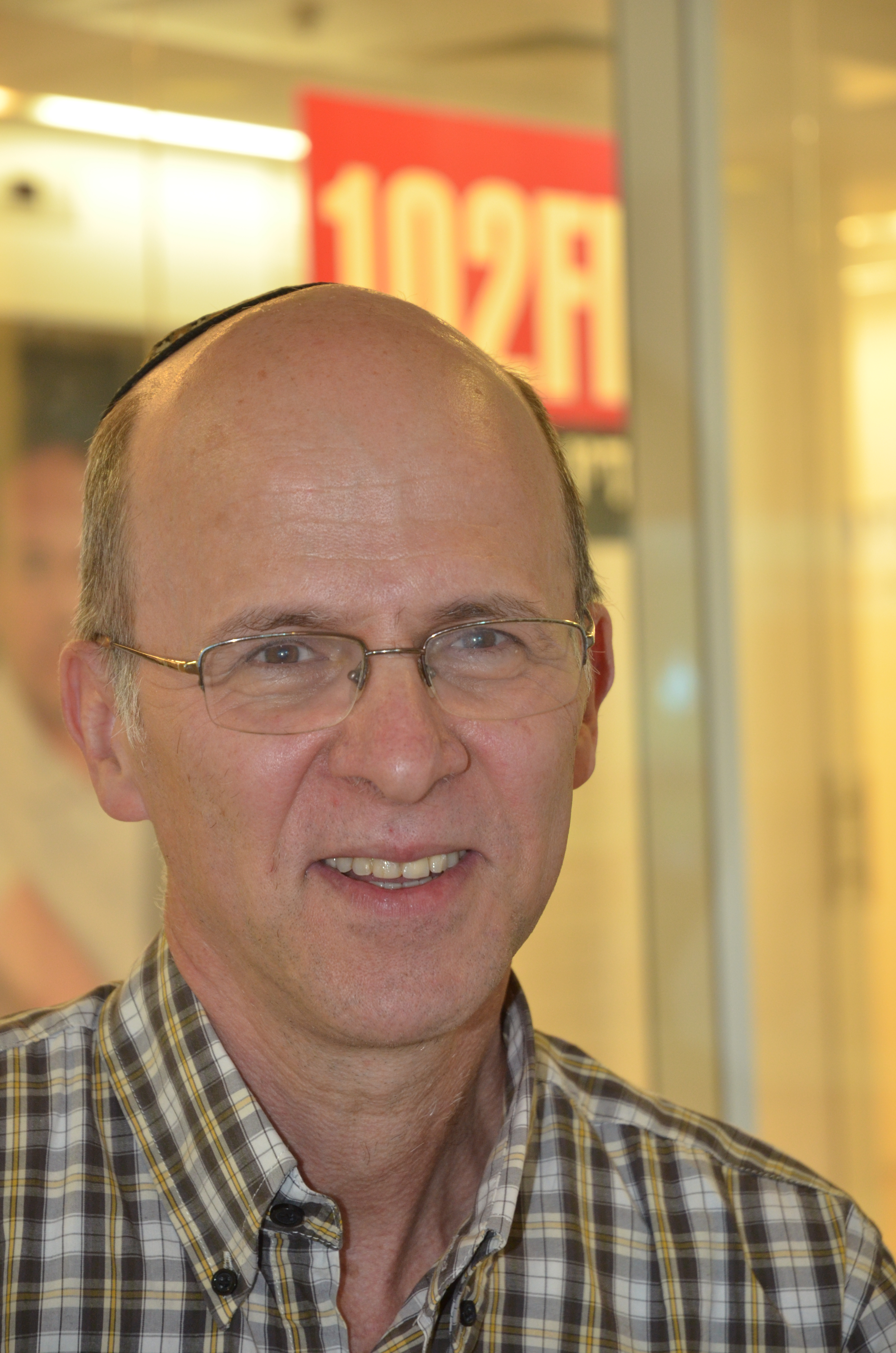
Chagai Segal (2014)

Eines der jüngeren Mitglieder des Jüdischen Untergrunds war der Reporter und Universitätsstudent Chagai Segal (geboren 1957), der wegen seiner Beteiligung an dem Anschlag auf die drei Bürgermeister verurteilt wurde. Sein 1987 veröffentlichtes Buch אחים יקרים - קורות המחתרת היהודית („Liebe Brüder – Geschichte des Jüdischen Untergrunds“) bietet eine Innensicht der Gruppe.
Der 1948 geborene Era Rapaport war 1971 aus den Vereinigten Staaten nach Israel eingewandert und Schwager von Jehuda Etzion, der ihn für den Jüdischen Untergrund angeworben hatte. Er verbüßte im Gefängnis von Tel Mond eine Haftstrafe von 30 Monaten wegen seiner Beteiligung an den Autobombenanschlägen auf die drei Bürgermeister, wurde aber schon nach 15 Monaten im Frühjahr 1988 begnadigt. Danach war er als Reiseführer und Farmer tätig. In der Zelle hatte er mehrere Briefe verfasst, in denen er sein Handeln verteidigte. Im Jahr 1997, mittlerweile war er Bürgermeister der Westbank-Siedlung Schilo, veröffentlichte er diese Letters from Tel Mond Prison in Buchform.
Menachem Livni, mittlerweile Direktor des Kiryat Arba Technological Initiative Center, stand 2001 als Zielperson auf einer palästinensischen Terrorliste. Der Versuch, ihn mit einem Sprengsatz zu ermorden, misslang.
Im Dezember 2015 wurde das Auto Schaʾul Nirs bei einer Fahrt zur Westbank-Siedlung Awne Chefetz von einem palästinensischen Heckenschützen beschossen. Nir erlitt schwere, seine Ehefrau leichte Verletzungen.